# Бережница (Самборский район)
Бережница (укр. Бережниця) — село в Ралевской сельской общине Самборского района Львовской области Украины на реке Кремянке.
Население по переписи 2001 года составляло 368 человек. Занимает площадь 9,15 км². Почтовый индекс — 81480. Телефонный код — 3236.